# Maksymilian Thullie

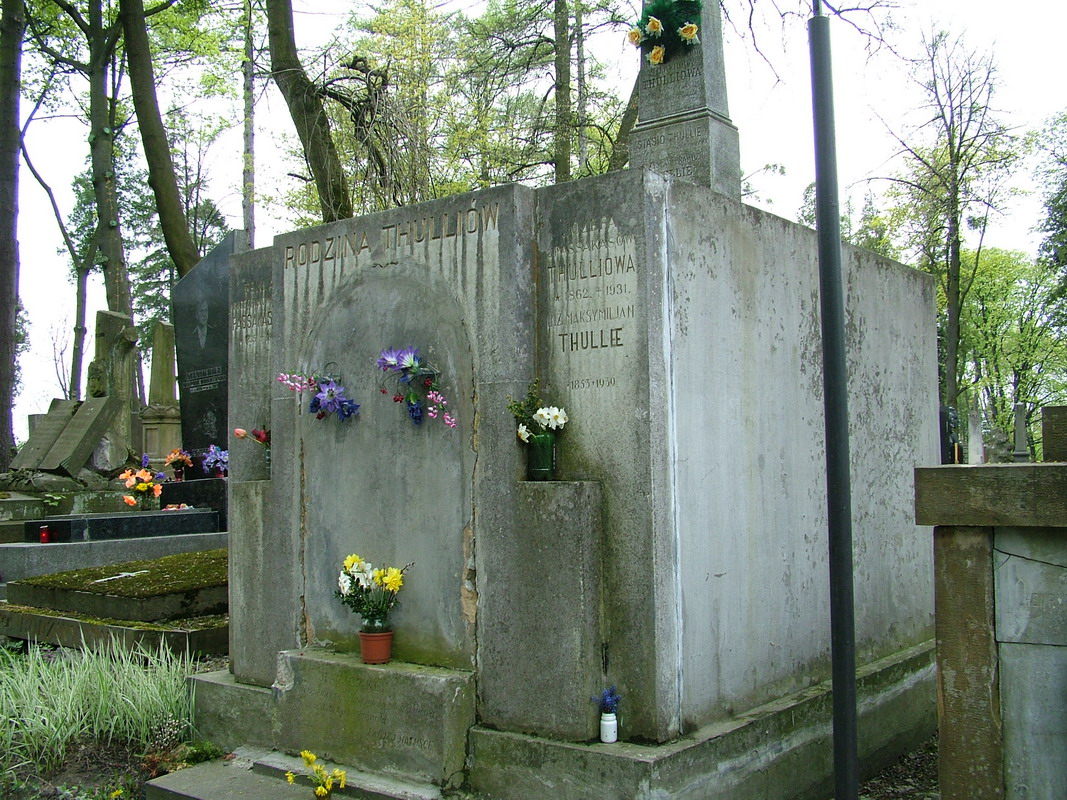
Grób rodzinny Maksymiliana Thullie na Cmentarzu Łyczakowskim

Maksymilian Marceli Thullie herbu Prawdzic (ur. 16 stycznia 1853 we Lwowie, zm. 1 września 1939 tamże) – polski inżynier, rektor Szkoły Politechnicznej we Lwowie, senator I, II i III kadencji w II RP.

## Życiorys
Pochodził z francuskiej rodziny przybyłej do Polski w XVIII wieku. Odbył studia budowlane w Akademii Technicznej we Lwowie i politechnice w Wiedniu. Został urzędnikiem kolejowym na kolei lwowsko-czerniowieckiej. Od 1878 pracownik naukowy Szkoły Politechnicznej we Lwowie. W tym roku habilitował się na podstawie pracy pt. O krzywych influencjach. W latach 1890–1921 kierownik Katedry Budowy Mostów. Dziekan Wydziału Inżynierii i Wydziału Inżynierii Wodnej Politechniki Lwowskiej, dwukrotnie Rektor tej uczelni: w roku akademickim 1894/95, oraz w 1910/11. Od 1890 profesor nadzwyczajny, a od 1894 profesor zwyczajny. Zajmował się teorią budowy mostów. Opracował pierwsze polskie podręczniki budowy mostów wszystkich typów. Badał wytrzymałość, rozkład sił i naprężenie elementów mostu. Wprowadził tzw. kryterium Thulliego do wyznaczania najniekorzystniejszego położenia układu ciężarów skupionych w belce prostej. Brał udział jako rzeczoznawca przy budowie wiaduktu im. ks. Józefa Poniatowskiego w Warszawie. Autor ponad 260 prac naukowych. Otrzymał  tytuł honorowego profesora Politechniki Lwowskiej.
W kwietniu 1901 został wybrany prezesem zarządu Czytelni Katolickiej we Lwowie.
Podczas I wojny światowej w lutym 1918 został jednym ze stu członków Tymczasowej Rady Miejskiej we Lwowie. W latach 1922–1935 senator RP (marszałek senior Senatu II i III kadencji), prezes parlamentarnego Klubu Chrześcijańskiej Demokracji. Senator II kadencji wybrany w 1928 roku z województwa lwowskiego. Doktor honoris causa Politechniki Warszawskiej (1929). Był wieloletnim radnym Rady Miasta Lwowa w okresie II Rzeczypospolitej, wybrany w wyborach samorządowych 1934.
Pochowany w rodzinnym grobowcu na Cmentarzu Łyczakowskim.
Miał trzech synów: Kazimierza, Czesława i Zdzisława (1872-1922, profesor szkolny, zginął od pioruna) oraz trzy córki: Ewę, Marię i Zofię.

## Wybrane publikacje naukowe
- O krzywych influencyjnych (1878)
- Teorya mostów (1885)
- Podręcznik statyki budowli (1886)
- Przyczółki i filary kamienne... (1891)
- Mosty blaszane (1893)
- Mosty drewniane (1895–1898)
- Mosty sklepione (1902)
- Mosty kratowe żelazne (1905–1906)
- Mosty kamienne (1908)
- Budownictwo żelazno-betonowe (1909)
- Mosty łukowe i wiszące (1909)
- Teorja żelbetu (1915)
- Mosty żelbetowe (1921)
- Naprężenia drugorzędne w belkach kratowych (1928)

## Ordery i odznaczenia
- Krzyż Komandorski Orderu Odrodzenia Polski (11 listopada 1936)[11][2]
- Krzyż „Pro Ecclesia et Pontifice” (Stolica Apostolska)[2]
- dwa odznaczenia zagraniczne (przed 1937)[2]